# 里瑟默德特山
72°03′S 3°10′E / 72.050°S 3.167°E

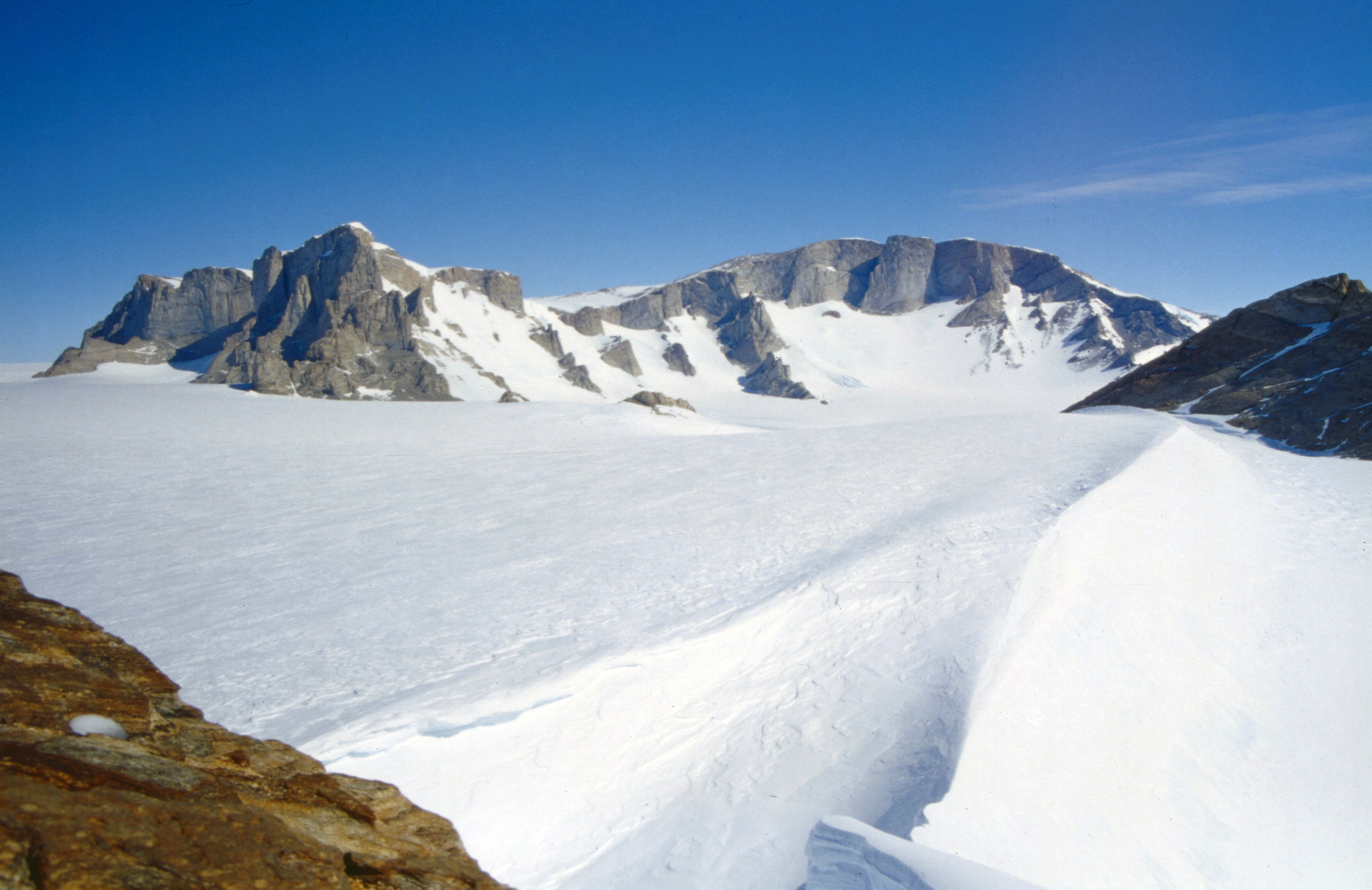
里瑟默德特山景观

里瑟默德特山是南極洲的山峰，位於毛德皇后地，處於耶爾斯維克山脈東端，海拔高度2,705米，該山峰由挪威製圖師繪成地圖，現時受南極條約體系管理。